# Scoloplos robustus
Scoloplos robustus är en ringmaskart som beskrevs av Rullier 1964. Scoloplos robustus ingår i släktet Scoloplos och familjen Orbiniidae. Inga underarter finns listade i Catalogue of Life.